# Joni Kanerva
Joni Kanerva (Kotka, 19 de febrer de 1995) és un ciclista finlandès, professional des del 2017 i actualment a l'equip Memil Pro Cycling.

## Palmarès
- 2016
  -  Campió de Finlàndia sub-23 en ruta